# Burg Ragnit
Die Burg Ragnit war eine bedeutende Ordensburg im Norden Ostpreußens. Mit ihr kontrollierte der Deutsche Orden die Memel und den Handel mit Russland. Seit 1945 gehört Ragnit als Neman zur sowjetischen, heute russischen Oblast Kaliningrad.

## Geschichte

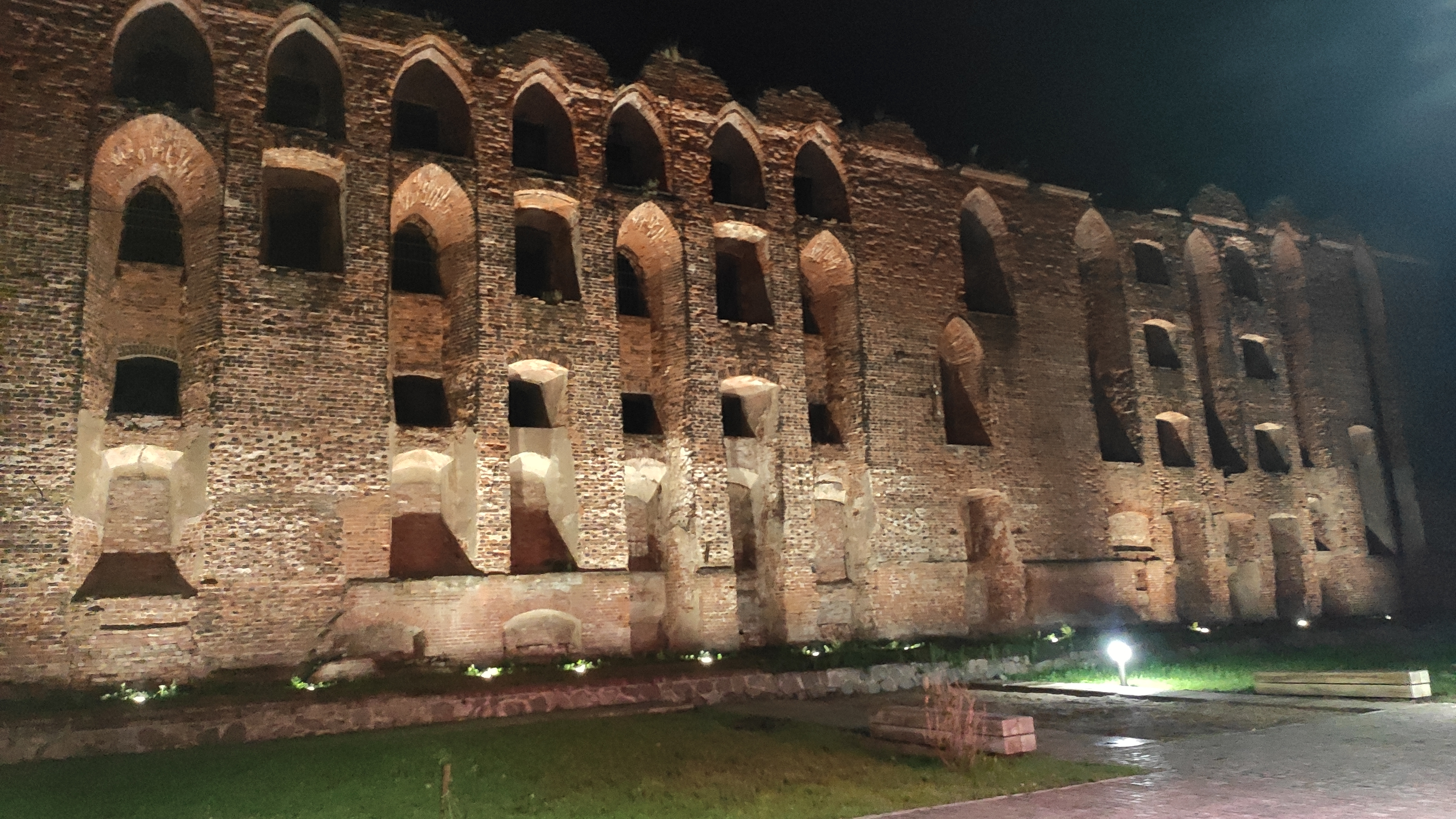
Ruine (2009)

Peter von Dusburg berichtet in seiner Chronik des Preußenlandes, neun Jahre vor Ankunft des Deutschen Ordens sei Ragnit von den Russen belagert worden. Im Jahr 1275 eroberten und zerstörten die Ordensritter die auf einer Halbinsel an der Memel stehende Schalauer Burg „Raganita“ (von prussisch „raganita“ = kleine, liebe Hexe oder raga = Ecke, Horn, Spitze) und errichteten 1289 an ihrer Stelle zeitgleich mit der Burg von Tilsit (seit 1946 Sowetsk) eine Holz-Erde-Burg namens „Landeshut“; letztlich hat sich aber der alte Name „Ragnit“ durchgesetzt. Ebenfalls 1289 wurde die Komturei von Labiau (seit 1946 Polessk) nach Ragnit verlegt wurde, da es wichtige Etappe für die Litauerreisen wurde. Mindestens seit 1336 ein- oder zweimal jährlich zogen Kontingente des Ordens und Kreuzfahrer von Königsberg (seit 1946 Kaliningrad), Tilsit oder Ragnit aus in das litauische Gebiet.

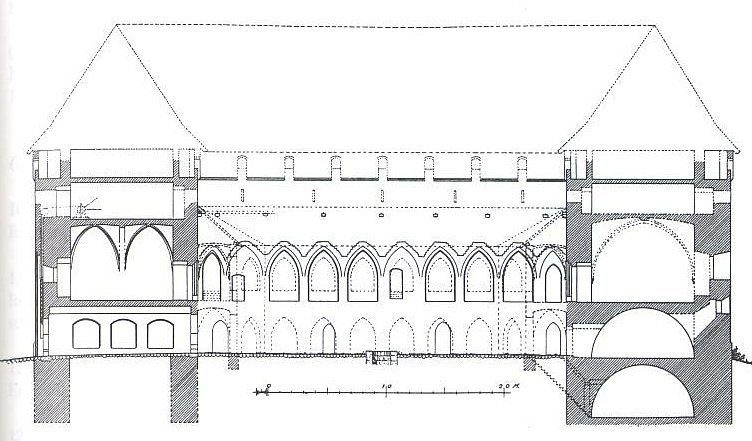
Haupthaus, Schnittplan, C. Steinbrecht

Zuletzt 1355 während der Litauerkriege des Deutschen Ordens zerstört, erbaute der Orden von 1397 bis 1409 westlich der alten Burganlage eine neue Burg „Ragnit“ ganz aus Backsteinen. Der Bau stand unter der Leitung des rheinländischen Baumeisters Nikolaus Fellenstein, der auch für die Erweiterung des Hochmeisterpalastes in der Marienburg verantwortlich war. Nach einem Brand 1445 waren weitere Veränderungen notwendig.

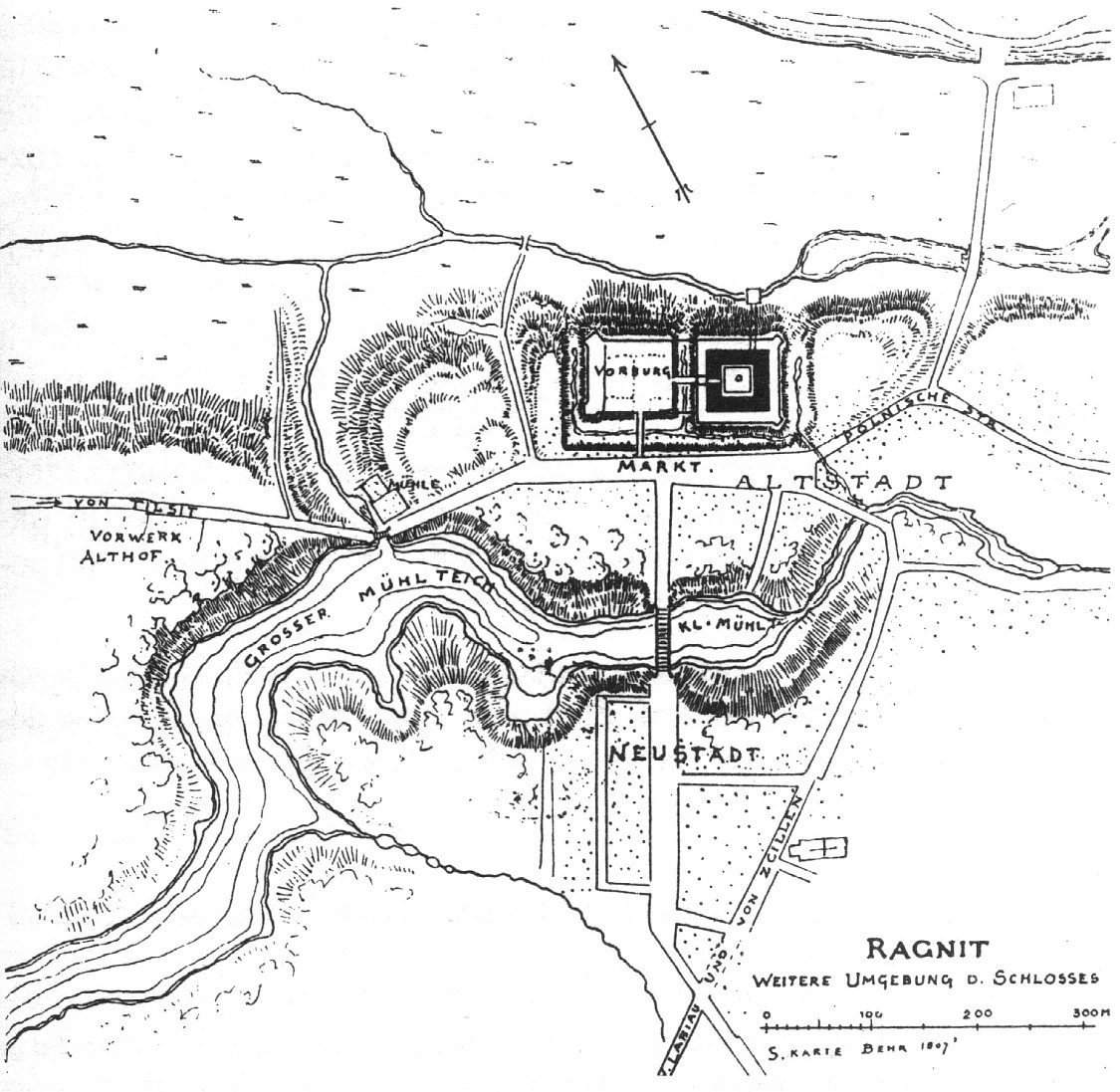
Lageplan von Conrad Steinbrecht, um 1890

In den Jahren von 1825 bis 1838, unterbrochen durch einen Brand 1828, baute man die Burg zu einem Gericht mit Gefängnis um (Land- und Stadtgericht Ragnit, Kreisgericht Ragnit, Amtsgericht Ragnit). Dabei beseitigte man oberhalb des Erdgeschosses die Gewölbe, durchbrach Wände und setzte nach Entfernen der Giebel ein Walmdach auf. Erhalten blieben im Wesentlichen die gewaltigen Hauptmauern und das schlanke viereckige Türmchen der Vorburg. In einem Raum des Gerichts konnten 1906 wertvolle Wandgemälde der Zeit um 1408 freigelegt werden.
Im Zweiten Weltkrieg brannte die Burg 1944/45 völlig aus und ist seither Ruine. Teile der Außenmauern wurden in der Sowjetzeit gesprengt, doch blieben sie weitgehend bis zur Unterkante des Wehrgeschosses erhalten.